# Франкенштајнова невеста
Франкенштајнова невеста (енгл. Bride of Frankenstein) је амерички хорор филм из 1935. године, режисера Џејмса Вела, инспирисан романом списатељице Мери Шели, Франкенштајн или модерни Прометеј, и представља директан наставак филма Франкенштајн из 1931. У главним улогама су Борис Карлоф, Колин Клајв, Валери Хобсон и Елса Ланчестер, која тумачи насловну улогу. Радња филма почиње тамо где се претходни део завршио.
Филм је био номинован за Оскара у категорији најбољег звука. Остварио је огроман успех и у финансијском погледу и у погледу реакција публике и критичара. Са веома ниским буџетом зарадио је 2 милиона тадашњих америчких долара, што је у 2020. око 30 милиона $. Сајт Rotten Tomatoes га је оценио са 100%. Постао је култни класик и по мишљењу бројних критичара успео и да надмаши свог претходника. Репутација филма је временом расла све више и више, тако да се у данашње време често наводи као један од најбољих наставака у историји филма.
1998. године, Конгресна библиотека сврстала је Франкенштајнову невесту на списак Националног филмског регистра, као „култруно, историјско и естетски значајан филм”. Пошто је Невеста наставила комерцијални успех Франкенштајна, наставци су наставили да се нижу, а први је објављен након 4 године, под насловом Франкенштајнов син.

## Радња
У прологу филма Перси Биш Шели и Лорд Џорџ Гордон Бајрон честитају Мери Шели на успешној књизи. Она им говори да је то био тек почетак и да има још пуно тога да се исприча о доктору Франкенштајну и његовом чудовишту.
Радња се наставља тамо где се претходни филм завршио. Мештани су покушали да спале чудовиште у воденици, али оно кришом успева да побегне. Не знајући да је чудовиште преживело Хенри и Елизабет покушавају да наставе са нормалним животом. Међутим, чудовиште се уз помоћ слепог човека опоравља и наставља да терорише мештане, а од Франкенштајна тражи да му направи партнерку.

## Улоге
| Глумац             | Улога                         |
| ------------------ | ----------------------------- |
| Борис Карлоф       | Франкенштајново чудовиште     |
| Колин Клајв        | др Хенри Франкенштајн         |
| Валери Хобсон      | Елизабет Лавенца-Франкенштајн |
| Елса Ланчестер     | Франкенштајнова невеста       |
| Ернест Тесигер     | др Септимус Преторијус        |
| Гавин Гордон       | лорд Џорџ Гордон Бајрон       |
| Елса Ланчестер     | Мери Вулстонкрафт Шели        |
| Даглас Волтон      | Перси Биш Шели                |
| Уна О'Конор        | Мини                          |
| Е. Е. Клајв        | бургомастер                   |
| Луцијен Привал     | Франкенштајнов батлер         |
| О. П. Хеги         | пустињак                      |
| Двајт Фрај         | Карл                          |
| Тед Билингс        | Лудвиг                        |
| Региналд Барлоу    | Ханс                          |
| Мери Гордон        | Хансова жена                  |
| Ен Дарлинг         | пастирица                     |
| Џејмс Гунис Дејвис | ујак Глац                     |
| Валтер Бренан      | сељак                         |
| Џон Карадин        | ловац                         |